# Зацарне
Заца́рне —  село в Україні, у Бездрицькій сільській громаді Сумського району Сумської області. Населення становить 5 осіб. Колишній орган місцевого самоврядування (до 2020) — Токарівська сільська рада.

## Географія
Село Зацарне знаходиться біля витоків річки Бездрик, нижче за течією на відстані 0,5 км розташоване село Червона Діброва. Село оточене великим лісовим масивом (дуб).

## Історія
12 червня 2020 року, відповідно до Розпорядження Кабінету Міністрів України № 723-р «Про визначення адміністративних центрів та затвердження територій територіальних громад Сумської області» увійшло до складу Бездрицької сільської громади.
19 липня 2020 року, в результаті адміністративно-територіальної реформи та ліквідації Сумського району(1923—2020), увійшло до складу новоутвореного Сумського району.